# بيلار بوسلي
بيلار بوسلي (بالإنجليزية: Pilar Bosley)‏ هي راقصة على الجليد أمريكية، ولدت في 4 سبتمبر 1988 في سول في كوريا الجنوبية.

## وصلات خارجية
- بيلار بوسلي على موقع الاتحاد الدولي للتزلج (الإنجليزية)